# ビフェニル
ビフェニル（biphenyl）とは、分子式 C12H10、構造式 C6H5-C6H5のポリフェニル系炭化水素で、2つのフェニル基が単結合で共有結合した構造を持つ芳香族炭化水素である。Ph2 とも表記される。
コールタール中に存在し、ベンゼンを赤熱した環に通じると生成する。
常温常圧では白色結晶の固体である。固体のビフェニルでは2つのベンゼン環は同一平面上にあるが、溶液または気相では約45°ねじれていることが知られている。
1937年頃からイスラエルで使用され，防ばい効果が認められて欧米でも使用されるようになったのを受けて、日本でも柑橘類の防かび剤（食品添加物扱い）として用いられているが、最近では耐性菌が見られるようになり、あまり使用されていない。

## 作用機序
ビフェニルは脂質過酸化抑制殺菌・殺カビ剤で、Fungicide Resistance Action Committee(FRAC) コード１４に該当する。真菌における膜合成に作用する脂質過酸化を阻害すると提案されている。エトリジアゾールなどのこのクラスの構成要素はまた、呼吸およびメラニン生合成などの他の生物学的プロセスにも作用し得る。

## 誘導体・関連物質
- ジフェニルエーテルとの混合物は、高沸点溶媒として用いられるダウサムAおよびサーミノールVP1。
- 2つのベンゼン環の、それぞれ4位の水素がアミノ基に置換された化合物がベンジジンで、かつては顔料の製造原料などとして用いられた。しかし、発癌性が明らかになったため製造が禁止されている。
- ベンゼン環の複数の水素が塩素に置き換わったものがポリ塩化ビフェニル (Polychlorinated Biphenyl、PCB) で、かつては絶縁体として多量に生産されたが、毒性が強く1974年に製造が禁止になった。ちなみに、水素が塩素ではなく臭素に置換された同様の化合物はポリ臭化ビフェニル (polybrominated biphenyl) と呼ばれ、こちらも毒性も持つことが判明している。
- ベンゼン環の一方が水素化によりシクロヘキサン環となったものはシクロヘキシルベンゼンで、そのフッ化物はリチウムイオン二次電池の過充電防止剤として利用される。
- ビフェニルのベンゼン環同士をつないでいる単結合をしている2つの炭素から見て、隣の炭素に直接結合する計4つの水素（オルト位の水素）のうちの1つが水酸基に置換された化合物は、オルトフェニルフェノールなどと呼ばれる。オルトフェニルフェノールも、ビフェニルと同様に殺菌剤や防カビ剤などとして用いられる。
- 非ステロイド性抗炎症薬 (NSAIDs) の中には、ビフェニルを部分構造として持つ物が幾つか存在する。例えば、フェルビナク、フルルビプロフェン、フェンブフェンなどが挙げられる。